# Rika Lesser
Rika Lesser, född 21 juli 1953 i Brooklyn i New York, är en amerikansk poet och översättare.

## Liv och verk
Lesser utexaminerades från Yale University 1974, studerade därefter i ett år vid Göteborgs universitet och blev Master of Fine Arts vid Columbia University 1977. Hon har varit verksam som föreläsare i kreativt skrivande (sedan 1985) och som styrelseledamot i Columbia Universitys översättarcentrum.
Lesser har översatt femton dikt- och novellsamlingar från svenska och tyska till engelska, däribland verk av Claes Andersson, Elisabeth Rynell, Gunnar Ekelöf, Göran Sonnevi, Hermann Hesse, Rafik Schami och Rainer Maria Rilke. Tillsammans med Cecile Inglessis Margellos översatte hon från grekiskan ett urval dikter av Kiki Dimoula, som 2014 belönades med grekiska nationella översättarpriset.
Hon har även utgivit fyra egna diktsamlingar.

## Priser och utmärkelser
- 1974-1975 – Amy Lowell Poetry Travelling Scholarship[2]
- 1982 – Harold Morton Landon Translation Award för översättningen av Gunnar Ekelöfs Vägvisare till underjorden[3]
- 1992 – The American-Scandinavian Foundation Translation Prize för översättningen av Göran Sonnevis dikter[4]
- 1996 – Svenska Akademiens tolkningspris[5]
- 2002 – The American-Scandinavian Foundation Translation Prize för översättningen av Göran Sonnevis Mozarts tredje hjärna[4]
- 2010 – Stiftelsen Natur & Kulturs översättarpris[6]

### Egna verk
- Etruscan Things, Braziller Series of Poetry, 1983; andra utgåva Sheep Meadow Press, 2010.
- All We Need of Hell, University of North Texas Press, 1995.
- Growing Back: Poems 1972-1992, University of South Carolina Press, 1997.
- Questions of Love: New and Selected Poems, Sheep Meadow Press, 2008.